# Mafia III
Mafia III — відеогра в жанрі action-adventure та шутера від третьої особи з відкритим світом, розроблена американською компанією Hangar 13 та видана 2K Games; є третьою, після виходу Mafia II в 2010 році, частиною серії відеоігор Mafia. Вийшла 7 жовтня 2016 року на платформах Microsoft Windows та MacOS, PlayStation 4 й Xbox One. Дистриб'ютором відеогри стала компанія Take-Two Interactive.
19 травня 2020 року вийшла оновлена версія гри.

## Розробка
28 липня 2015 року на сайті видавця 2K Games, офіційному сайті та twitter-акаунті гри були розміщені перший скріншот і оголошення про майбутні новини, а 5 серпня на Gamescom показав трейлер і геймплей гри. Mafia III розроблена американською студією Hangar 13 і видана 2K Czech 7 жовтня 2016 року на платформах Microsoft Windows, Xbox One і PlayStation 4.

## Ігровий процес
Гра виконана в жанрі пригодницького бойовика з видом від третьої особи і елементами автосимулятора. Протагоністом цього разу виступає Лінкольн Клей (Lincoln J. Clay), а місцем дії став Нью-Бордо, чиїм прототипом став Новий Орлеан і його околиці зразка 60-х і 70-х років XX століття. Гравець зможе пересуватися по місцевості за допомогою автомобілів, а також на човнах — вперше в серії.
Розробники заявили, що в «Mafia III», як і в попередніх іграх серії, особлива увага приділятиметься сюжетній лінії, однак можливостей для вільної гри буде більше, ніж у першій і другій частинах. Особливість гри полягає у підпорядкуванні ворожих територій. Також важливу роль в грі відіграватимуть так звані лейтенанти — представники дружніх Лінкольну угруповань, які можуть допомогти головному героєві — наприклад, надати вогневу підтримку або ж відкупити від поліції. Натомість для них треба виконувати завдання, і віддавати принадні для них території. Гра буде розгортатися навколо одноосібного проходження місій. Розробники відмовилися від мультиплеєра для гри.
Розробники з Hangar 13 внесли ряд змін в гру, додали нові елементи, яких не було в іграх серії Mafia. «Mafia III» стала повноцінною грою у відкритому світі. Тепер ми можемо виконувати побічні завдання, брати участь у вуличних перегонах, а також захоплювати заклади супротивника. У грі автоматично змінюється час доби і погода. Як і в попередній грі, ми можемо покращувати автомобілі, а також отримувати призи за участь у перегонах. Важливу роль в грі зіграють переслідування. В гонитві гравець зможе стріляти з автомобіля прямо по супротивнику. Дана функція реалізована за допомогою системи «розумного прицілювання».
Місто в «Mafia III» буде складатися з різних районів. Буде заміська територія та підземні тунелі. Новий Орлеан «Mafia III» помітно відрізняється від справжнього Нового Орлеана. Вперше місцем дії гри є справжнє місто, на відміну від інших ігор серії.

## Сюжет

### Дія
Дія гри розгортається в 1968 році в Нью-Бордо, прототипом якого послужив Новий Орлеан. Головний герой, представник змішаної раси Лінкольн Клей, все життя тинявся в пошуках сім'ї. Змужнівши, Клей вирушає на війну у В'єтнамі, де нарешті знаходить нову сім'ю в особі своїх товаришів. Жахи війни і втрати серед армії США накладають жахливий відбиток на психіку головного героя. Почасти це стає причиною неймовірної жорстокості Клея. Після повернення в Америку він розуміє, що його зустрічають зовсім не так, як він очікував. Замість того, щоб вихваляти солдатів, що служили у В'єтнамі, американський народ називає їх вбивцями, вимагаючи миру.
У Нью-Бордо також панує расова дискримінація. Незабаром Клей стикається з групою італійських мафіозі і отримує кульове поранення в голову. Гангстери залишають головного героя вмирати стікаючи кров'ю, проте йому вдається вижити. З цього моменту головний герой твердо вирішує помститися своїм кривдникам і назавжди покінчити з розбратами на ґрунті расизму. Для цього Клею належить організувати власну кримінальну імперію, пройшовши по головах своїх ворогів.
У процесі становлення нової підпільної імперії Клей заручається підтримкою 3 бандитських угруповань, на чолі яких стоять гаїтянка Кассандра, ірландець Берк, італієць Віто Скалетта і кореєць Чой. Усі вони виступають у ролі головних помічників Лінкольна, контролюючи захоплені їм території і ставши новою сім'єю Клея, за яку кожен із них готовий віддати своє життя.

### Персонажі
- Лінкольн Клей — головний герой гри. Народився в січні 1945 року в місті Нью-Бордо. Мулат. Не маючи батьків, був вихований в Католицькому притулку. У тринадцять років почав працювати на чорну мафію, яка замінила йому сім'ю. Брав участь у В'єтнамській війні, яка зробила його жорстоким і холоднокровним. Після війни вирішує покінчити з криміналом, проте після знищення чорної мафії італійцями він вирішує помститися кримінальному угрупованню Села Маркано. Для цього йому вдалося об'єднати три кримінальні групи на чолі з Віто Скалетто, Томасом Берком і Кассандрою. Свою зовнішність і голос герою подарував Алекс Ернандес (Alex Hernandez), тоді як анімація рухів взята з екс-бійця UFC Кайла Кінгсбері (Kyle Kingsbury).
- Джон Донован — агент ЦРУ, був напарником Лінкольна під час війни у В'єтнамі. Допомагає Лінкольну в усуненні кримінальної сім'ї Маркано, надаючи інформацію і передові урядові технології. 1971 року виступає на слуханні Комітету по розвідці сенату США, доповідаючи про Лінкольна, який зумів підім'яти під себе весь Нью-Бордо.
- Отець Джеймс Баллард — керівник католицького притулку, в якому жив Лінкольн. Після закриття притулку почав працювати в католицькій парафії. Врятував Лінкольну життя і допомагав йому реабілітуватися після вбивства його сім'ї і підпала бара «Sammy's». Упродовж гри намагається переконати Клея покінчити з кримінальною діяльністю. 2016 року розказує про характер і долю Лінкольна.
- Джонатан Магуайр — агент ФБР, який вів розслідування по справі Лінкольна Клея і його спільників. 2016 року розкриває подробиці цієї справи. З'являється тільки у флешфорвардах.

#### Італійське угруповання
- Вітторіо Антоніо «Віто» Скалетта — головний герой Mafia II, авторитетний член італо-американської мафії. Брав участь в операції «Хаскі» під час Другої світової війни, допомагаючи визволити Сицилію від фашистів. Був співучасником мафіозної сім'ї Клементе, потім — членом сім'ї Фальконе у місті Емпайр-Бей. 1953 року був зісланий Комісією в Нью-Бордо. За проханням Лео Галанте Сел Маркано прийняв Віто у себе в місті, віддавши у розпорядження Рівер-Роу — один з найгірших районів Нью-Бордо. Віто зміг влаштуватися на новому місці та почав розширювати вплив, що не влаштовувало Села Маркано, який в підсумку зробив спробу усунути Віто. Його врятував Лінкольн Клей, після чого той приєднався до Лінкольна в його бою проти людей Маркано. У Віто можна дізнатися інформацію про будь-яку людину в Нью-Бордо. У третій частині Віто 43 роки, і він помітно постарів з часів подій Mafia II. Свій голос герою вчергове подарував Рік Паскуалоне.
- Альма Діас — спільниця угруповання Скалетти. Займається контрабандними операціями для Віто.
- Боббі Наварро — гангстер в угрупованні Скалетти. Упродовж багатьох років працює на Віто разом зі своєю командою стрільців. Якщо віддавати території італійському угрупованню, Лінкольн зможе отримувати підкріплення у вигляді Боббі та його бригади. Рівень підготовки і озброєння підкріплення залежить від рівня взаємодії з італійцями.
- Джанні Бруно — доктор. Раніше працював в армії, впроваджуючи передові методи лікування на солдатах. Після армії переїхав у Нью-Бордо і приєднався до італійського угруповання. Якщо Лінкольн буде в хороших відносинах з бандою Скалетти, він зможе користуватися медичними послугами Джанні.
- Бетті Джонсон — особистий банкір Віто Скалетти. Лінкольн може залишати свої гроші у їй на зберігання, а при хороших відносинах з італійським угрупованням Бетті буде збирати відкати з підконтрольного Лінкольну бізнесу.

#### Інші персонажі
- Берк — друг Лінкольна, глава ірландської банди.
- Кассандра — друг Лінкольна, голова гаїтянської банди.
- Томмі — один з ворогів Лінкольна Клея. Його вбивство було показано в першому трейлері до гри.
- Чой — спільник Лінкольна Клея та кореєць. Однак, Лінкольн не довіряє йому, вважаючи, що той інформатор спецслужб.
- Дон Сел Маркано — головний супротивник Лінкольна. Глава мафії.
- Бадді «Великий черевик» — кат Маркано. Безсердечний садист. Любить музику і їжу.
- Скотт Кронован — права рука Маркано. Він дуже злий, і може вбити будь-кого просто так.
- Міккі — власник ресторану «Блакитна Зірка» в Нью-Бордо.